# Gäufläche im nördlichen Maindreieck
Die Gäuhochfläche im nördlichen Maindreieck ist eine kleinteilige naturräumliche Einheit (5. Ordnung) mit der Ordnungsnummer 134.10 in den fränkischen Gemeinden Bergtheim, Dettelbach, Eisenheim, Oberpleichfeld, Prosselsheim, Rimpar, Schwanfeld, Unterpleichfeld und Waigolshausen in den Landkreisen Kitzingen, Schweinfurt und Würzburg.

## Lage
Die Hochflächen im südlichen Maindreieck (134.11) bilden eine Untereinheit innerhalb der Haupteinheit Innere Gäuhochflächen im Maindreieck (134.1). Sie sind Teil der Gäuflächen im Maindreieck (134) und damit ein Naturraum in der Haupteinheitengruppe der Mainfränkischen Platten. Im Norden wird der Naturraum vom Werneinzugsgebiet (134.0) begrenzt, das wesentlich mehr Bachtäler aufweist. Der äußerste Nordosten wird vom Schweinfurter Becken (136) eingenommen, hier verläuft auch der Main. Etwa auf der Höhe von Schwanfeld beginnen dann im Osten die Naturräume des Mittleren Maintals (133). Es sind dies (von Norden nach Süden) das Obereisenheim-Wipfelder Maintal (133.08), die Volkacher Mainschleife (133.07), die Schwarzacher Talweitung (133.06) und das Kitzinger Maintal (133.05). Im Süden sind die Hochflächen im südlichen Maindreieck (134.11) zu finden, die eine ähnliche Landschaft aufweisen. Westlich schließt der Gramschatzer Wald (135.1) als Teil der Wern-Lauer-Platten (135) an.
Die Gäufläche nimmt eine außergewöhnlich große Fläche ein, die sie von den sonst eher kleinräumigen Natureinheiten entlang des Maindreiecks unterscheidet. Im Nordosten zieht sich ein schmaler Streifen bis in die Gemarkung von Hergolshausen, im Nordwesten bildet die wesentlich tiefer gelegene Gemeinde Bergtheim mit ihren Ortsteilen die Grenze. Der Naturraum ragt im Osten bis kurz vor den Abfall zum Maintal entlang der Linie Wipfeld, Eisenheim, Escherndorf-Köhler, Neuses am Berg, Schwarzenau herein. Die südliche Begrenzung wird von den Gemarkungen von Dettelbach, Euerfeld und Maidbronn gebildet. Westlichster Ort im Naturraum ist Burggrumbach. Die Bahnstrecke Bamberg–Rottendorf durchschneidet das Areal.

## Landschaftscharakteristik
Der Naturraum unterscheidet sich insbesondere vom Areal weiter im Süden des Maindreiecks durch die seltener vorhandenen Zerschneidungen durch kleinere Bäche (sogenannte Klingen). Die wenigen Flüsse, die dem Main zufließen, bildeten kleinere Kerben und sind im Sommer zumeist wasserlos. Hier verläuft die Wasserscheide zwischen dem Volkacher bzw. dem Würzburger Mainabschnitt entlang der Linie Opferbaum-Dipbach-Effeldorf.
Die wirtschaftliche Erschließung des Gebietes ist weit vorangeschritten und weist keine Unterschiede zu den Hochflächen weiter südlich auf. Die Landschaft ist heute wird heute von ausgedehnten Ackerbauflächen geprägt, auf denen überwiegend Weizen und Braugerste angebaut werden. Zusätzlich ist hier die suburbane Bebauung weit ins nordöstliche Würzburger Umland vorangeschritten. Historisch überwogen hier Waldflächen, die von Dauergrünland durchsetzt waren. Die potentielle natürliche Vegetation (ohne Eingriffe des Menschen) würde hier ausgedehnte Auwälder hervorbringen, lediglich entlang der Bäche wären außerdem Fichten zu finden.

## Schutzgebiete
Anders als in den Gebieten entlang des Maines hat die Gäufläche kaum Schutzgebiete. Lediglich im äußersten Westen befinden sich Teile des Fauna-Flora-Habitats Gramschatzer Wald. Ein großes Vogelschutzgebiet ist im Zentrum des Naturraums ausgewiesen.

## Geologie und Tektonik
Die Böden im Naturraum sind von Lehm- und Lösslehmböden geprägt. Sie sind aufgrund der trockenen, klimatischen Bedingungen kaum ausgewaschen und mit feinen Sandkörnern durchsetzt. Einzelne Abschnitte werden von Parabraunerden dominiert. Als Untergrund dient eine karbonatische Gesteinsmischung.